# Tom Tancredo
Thomas Gerard (« Tom ») Tancredo, né le 20 décembre 1945 à Denver dans le Colorado, est un homme politique américain du Parti républicain.
Il a été membre de la Chambre des représentants des États-Unis de 1999 à 2009 pour le 6e district du Colorado qui comprend presque toute la banlieue sud de Denver. Il avait été réélu en 2006 avec 59 % des voix contre 40 % pour son adversaire démocrate Bill Winter. Lors de l'élection de 2008, il décida de ne pas se représenter.
Il a attiré l'attention au niveau national pour sa forte opposition à l'immigration illégale. Il annonça sa candidature et fit campagne pour les élections primaires républicaines de 2008 destinées à désigner le candidat républicain à l'élection présidentielle. Il se retira de la course en décembre 2007.

## Position sur l'immigration
Tom Tancredo est connu pour sa très franche critique envers la politique de contrôle des frontières et de lutte contre l'immigration illégale du président Bush. Ceux qui le soutiennent prétendent qu'il représente la majorité silencieuse des citoyens américains qui selon eux, sont favorables à une application stricte des lois américaines actuelles sur l'immigration.
Ses critiques de la politique d'immigration du président Bush lui ont valu d'être persona non grata à la Maison-Blanche. À plusieurs reprises, il s'est opposé brutalement au conseiller politique de George Bush, Karl Rove. Ainsi, peu avant l’élection présidentielle américaine de 2004, il déclara que « si la nation subissait une nouvelle attaque causée par des terroristes capables de contourner les lois sur l'immigration, le sang des gens tués » serait sur les mains du président et du Congrès. Karl Rove répliqua en qualifiant le parlementaire de « traître au parti », de « traître au président » et en l'avertissant de ne jamais « mettre les pieds à la Maison-Blanche ». Tom Tancredo se défendit en affirmant que « la position du président sur l'immigration » allait lui « causer du tort », qu'il voulait que « le président gagne les élections » et qu'il ne faisait ou ne disait pas « toutes ces choses » pour « nuire au parti républicain ou au président ».

## Polémique sur le terrorisme et l'islam
En juillet 2005, au cours d'une interview sur une radio d'Orlando en Floride, à un journaliste qui lui demandait ce que serait la réponse des États-Unis si une attaque  nucléaire provoquée par Al-Qaïda sur le territoire américain avait lieu, Tom Tancredo répondit qu'il faudrait, entre autres, riposter en bombardant les lieux saints de l'islam, spécifiquement La Mecque, s'il était clairement prouvé que des terroristes islamistes étaient derrière cette attaque. Quelques jours plus tard, dans une interview sur CNN, il précisa que l'attaque qu'il préconisait constituait une simple hypothèse de riposte et qu'il n'y avait pas de raison qu'il s'excuse. Cependant, il alla plus loin en juillet 2007, au cours d'un débat présidentiel dans l'Iowa, en déclarant que menacer de bombarder La Mecque et Médine était pour lui, la seule chose qui pourrait dissuader une attaque nucléaire terroriste. Cette déclaration suscita de vives critiques de la part du département d'État qui la qualifia « d'absolument insensée ».

## Course présidentielle
En février 2005, Tom Tancredo annonça qu'il se présenterait aux primaires républicaines si les autres candidats n'abordaient pas le problème de l'immigration.
En juillet 2005, il confirma qu'il envisageait de se lancer dans la course présidentielle, en assurant que la question de l'immigration illégale serait la plus importante pour les conservateurs s'il se présentait, et qu'il pourrait alors créer la surprise. En janvier 2007, il forma un comité exploratoire, faisant ainsi un pas de plus en direction des primaires du Parti républicain.
Le 2 avril 2007, Tancredo annonce, sur une radio locale, qu'il se présente comme candidat républicain aux primaires.
Le 20 décembre 2007, après avoir fait campagne et été l'un des huit prétendants républicains lors des élections primaires, Tom Tancredo annonce le retrait de sa candidature et son désistement en faveur de Mitt Romney, l'ancien gouverneur du Massachusetts. En annonçant sa décision, il s'est félicité d'un article de l'hebdomadaire Newsweek qui admettait qu'il était parvenu à imposer le sujet de l'immigration dans le camp républicain. Il déclara : « le tancredoisme a déjà gagné ».